# Bukit Pintu Gerbang
Bukit Pintu Gerbang är ett berg i Indonesien.   Det ligger i provinsen Aceh, i den västra delen av landet, 1 600 km nordväst om huvudstaden Jakarta. Toppen på Bukit Pintu Gerbang är 612 meter över havet, eller 271 meter över den omgivande terrängen. Bredden vid basen är 5,6 km.
Terrängen runt Bukit Pintu Gerbang är varierad. Runt Bukit Pintu Gerbang är det glesbefolkat, med 15 invånare per kvadratkilometer. I omgivningarna runt Bukit Pintu Gerbang växer i huvudsak städsegrön lövskog.